# Heterorachis diphrontis
Heterorachis diphrontis là một loài bướm đêm trong họ Geometridae.